# 倉薗紀彦
倉薗 紀彦（くらぞの のりひこ）は、日本の漫画家、イラストレーター。別名義として「近藤ひじき」「くらぽん」と名乗る場合もある。代表作は『魔法行商人ロマ』。

## 作品リスト

### 漫画連載
- 東京ポルノ（『みこすり半劇場』、ぶんか社）※ 近藤ひじき名義
- 彗星★少年団（『主任がゆく!スペシャル』[2]、ぶんか社、全1巻）※ 連載開始当初は近藤ひじき名義
- 魔法行商人ロマ（『週刊少年サンデー超』2009年4月号[3] - 2011年4月号[4]、小学館、全5巻）
- ホーカスポーカス（『コミックフラッパー』、2011年11月号[1] - 2012年12月号、全2巻）
- 三島凛は信じない！（『月刊コミック電撃大王』、2011年10月号[5] - 2013年5月号、全3巻）
- 地底旅行（原案：ジュール・ヴェルヌ、『月刊コミックビーム』、2015年10月号[6] - 2017年11月号[7]、全4巻）
- AUTOMATON（『月刊モーニングtwo』、2018年3号[8] - 2020年7号[9]、全5巻）
- 絶滅石（『主任がゆく!スペシャル』[10]、全1巻）
- LIBER-リベル-異質犯罪捜査係（『LINEマンガ』、2019年11月30日 - 2020年12月26日、全3巻）
- キョンシーX（『少年ジャンプ+』2023年1月23日[11] - 、既刊4巻）※2024年4月4日現在。
- ムーンリバーを渡って（『マンガワン』2024年5月5日[12] - 2025年3月16日、全3巻）

### 漫画読切
- ハイッポーズ!（『少年サンデー特別増刊R』2004年12月25日号、小学館）
- 魔法令嬢レレナ（『月刊コミックフラッパー』2010年6月号[13]、メディアファクトリー）
- ARGO（『週刊少年マガジン』2014年45号[14]、講談社）
- 龍と僵尸（『週刊少年ジャンプ』2022年47号、集英社）

### ライトノベル イラスト
- θ 11番ホームの妖精（作：藤真千歳、電撃文庫）※ くらぽん名義

### その他
- 建設現場で働く女の子のイラスト（『月刊コミックフラッパー』2010年5月号[15]） - ピンナップ「フラッパーガール」として掲載[15]

## 師匠
- 菊田洋之（『HORIZON』約1年半）[16]
- 河合克敏（『モンキーターン』約3年半）[16]
- 河野慶（『ユート』約4ヶ月）[16]
- 河下水希（『初恋限定。』約5ヶ月）[17][16]
- 飯島浩介（『お坊サンバ!!』約3ヶ月）[18][16]